# Symbrenthia batjana
Symbrenthia batjana is een vlinder uit de familie Nymphalidae. De wetenschappelijke naam van de soort is voor het eerst geldig gepubliceerd in 1900 door Hans Fruhstorfer.